# Mariaville (Maine)
Mariaville ist eine Town im Hancock County des Bundesstaates Maine in den Vereinigten Staaten. Im Jahr 2020 lebten dort 472 Einwohner in 419 Haushalten auf einer Fläche von 121,29 km².

## Geografie
Nach dem United States Census Bureau hat Mariaville eine Gesamtfläche von 121,29 km², von denen 100,21 km² Land sind und 21,08 km² aus Gewässern bestehen.

### Geografische Lage
Mariaville liegt zentral im Westen des Hancock Countys, an der Grenze zum Penobscot County. Der Union River fließt in südlicher Richtung durch die Town, er durchfließt im Süden den Graham Lake. Im Nordwesten grenzt der Hopkins Pond an. Die Oberfläche der Town ist leicht hügelig, ohne nennenswerte Erhebungen.

### Nachbargemeinden
Alle Entfernungen sind als Luftlinien zwischen den offiziellen Koordinaten der Orte aus der Volkszählung 2010 angegeben.
- Norden: Amherst, 5,3 km
- Nordosten: Aurora, 14,3 km
- Osten: Osborn, 15,8 km
- Südosten: Waltham, 8,9 km
- Südwesten: Ellsworth, 12,4 km
- Westen: Otis, 11,7 km
- Nordwesten: Clifton, Penobscot County, 10,4 km

### Stadtgliederung
In Mariaville gibt es drei Siedlungsgebiete: East Mariaville, Mariaville und North Mariaville.

### Klima
Die mittlere Durchschnittstemperatur in Mariaville liegt zwischen −7,2 °C (19° Fahrenheit) im Januar und 20,6 °C (69° Fahrenheit) im Juli. Damit ist der Ort gegenüber dem langjährigen Mittel der USA um etwa 6 Grad kühler. Die Schneefälle zwischen Oktober und Mai liegen mit bis zu zweieinhalb Metern mehr als doppelt so hoch wie die mittlere Schneehöhe in den USA; die tägliche Sonnenscheindauer liegt am unteren Rand des Wertespektrums der USA.

## Geschichte
Die Besiedlung startete in Mariaville im Jahr 1802. Erste Siedler waren Fabrick, Seth Alcott, B. und D. Eppes, James Hapworth und Elisha Goodwin. 1823 wurde das Gebiet als Mariaville Plantation organisiert. Am 29. Februar 1836 wurde Mariaville als Town organisiert. Der Name Mariaville stammte von der Tochter eines der größeren Landbesitzer, William Bingham. Nach ihm wurde das Gebiet auch Bingham genannt. Ursprünglich bezeichnet als Parts of Township No. 14 and No. 20 Middle Division oder Bingham's Penobscot Purchase. 1829 wurde das Gebiet, welches heute die Town Waltham umfasst, von Mariaville abgetrennt. 1850 wurde Land für die Town Tilden abgetrennt, welches 1852 zurück an Mariaville ging.

### Einwohnerentwicklung
| Volkszählungsergebnisse – Town of Mariaville, Maine | Volkszählungsergebnisse – Town of Mariaville, Maine | Volkszählungsergebnisse – Town of Mariaville, Maine | Volkszählungsergebnisse – Town of Mariaville, Maine | Volkszählungsergebnisse – Town of Mariaville, Maine | Volkszählungsergebnisse – Town of Mariaville, Maine | Volkszählungsergebnisse – Town of Mariaville, Maine | Volkszählungsergebnisse – Town of Mariaville, Maine | Volkszählungsergebnisse – Town of Mariaville, Maine | Volkszählungsergebnisse – Town of Mariaville, Maine | Volkszählungsergebnisse – Town of Mariaville, Maine |
| Jahr                                                | 1800                                                | 1810                                                | 1820                                                | 1830                                                | 1840                                                | 1850                                                | 1860                                                | 1870                                                | 1880                                                | 1890                                                |
| --------------------------------------------------- | --------------------------------------------------- | --------------------------------------------------- | --------------------------------------------------- | --------------------------------------------------- | --------------------------------------------------- | --------------------------------------------------- | --------------------------------------------------- | --------------------------------------------------- | --------------------------------------------------- | --------------------------------------------------- |
| Einwohner                                           |                                                     | 224                                                 |                                                     |                                                     | 275                                                 | 374                                                 | 458                                                 | 369                                                 | 382                                                 | 271                                                 |
| Jahr                                                | 1900                                                | 1910                                                | 1920                                                | 1930                                                | 1940                                                | 1950                                                | 1960                                                | 1970                                                | 1980                                                | 1990                                                |
| Einwohner                                           | 218                                                 | 171                                                 | 131                                                 | 155                                                 | 132                                                 | 153                                                 | 144                                                 | 108                                                 | 168                                                 | 270                                                 |
| Jahr                                                | 2000                                                | 2010                                                | 2020                                                | 2030                                                | 2040                                                | 2050                                                | 2060                                                | 2070                                                | 2080                                                | 2090                                                |
| Einwohner                                           | 414                                                 | 513                                                 | 472                                                 |                                                     |                                                     |                                                     |                                                     |                                                     |                                                     |                                                     |

## Wirtschaft und Infrastruktur

### Verkehr
Die Maine State Route 179 und die Maine State Route 181 verlaufen in nordsüdlicher Richtung durch die Town.

### Öffentliche Einrichtungen
Es gibt keine medizinischen Einrichtungen oder Krankenhäuser in Mariaville. Die nächstgelegenen befinden sich in Ellsworth und Eddington.
Die nächstgelegene Bibliothek befindet sich in der Airline Community School in Aurora oder in Ellsworth.

### Bildung
In Mariaville ist für die Schulbildung das Mariaville School Department zuständig. Als Schule steht den Schulkindern die Beach Hill School in Otis zur Verfügung.

## Persönlichkeiten

### Persönlichkeiten, die vor Ort gewirkt haben
- John Connell (1940–2009), Bildhauer, Maler, Zeichner und Schriftsteller